# Les Grands Magasins
Pour les articles homonymes, voir Grandi magazzini.
Pour plus de détails, voir Fiche technique et Distribution.
Les Grands Magasins (I grandi magazzini) est un film italien réalisé par Mario Camerini et sorti en 1939
Il a été présenté en concours à la mostra de Venise 1939.

## Synopsis
Les grands magasins sont victimes de vols. Le chef du personnel accuse une vendeuse, et la fait chanter en échange de faveurs sexuelles. La jeune fille, fiancée à un chauffeur, est innocente. On découvre que l'auteur des vols est justement l'homme qui la fait chanter, à la tête d'une bande de petits délinquants.

## Fiche technique
- Titre original : I grandi magazzini ou Grandi magazzini
- Titre français : Les Grands Magasins ou Grands Magasins[1]
- Réalisation : Mario Camerini
- Scénario : Mario Camerini, Mario Pannunzio (it), Ivo Perilli, Renato Castellani
- Direction artistique : Guido Fiorini (it)
- Costumes : Marcello Di Laurino
- Photographie : Anchise Brizzi
- Son : Giovanni Paris
- Montage : Mario Camerini
- Musique : Alessandro Cicognini
- Production : Giuseppe Amato
- Société(s) de production : Amato Film, Era Film
- Société(s) de distribution : Generalcine
- Pays d'origine :  Royaume d'Italie
- Langue originale : italien
- Format : noir et blanc — 1:37 — mono
- Genre : comédie dramatique
- Durée : 85 minutes
- Dates de sortie :
  - Royaume d'Italie : 10 août 1939

## Distribution
- Vittorio De Sica : Bruno Zecchi
- Assia Noris : Lauretta Corelli
- Enrico Glori : Bertini
- Luisella Beghi : Emilia
- Virgilio Riento : Gaetano
- Milena Penovich (it) : Anna
- Andrea Checchi : Maurizio
- Mattia Giancola : frère d'Anna
- Nino Crisman (it) : inspecteur des magasins
- Dhia Cristiani : employée